# Майнфрид (бургграф Магдебурга)
Майнфрид (нем. Meinfried, лат. Meginfridus; ум. 27 января 1080, под Флархгаймом) — бургграф Магдебурга, сын неизвестного по имени гессенского сеньора и Титберги, вдовы бургграфа Магдебурга Фридриха фон Вальбек.

## Биография
Наследовал бургграфство Магдебург после своего единоутробного брата Конрада, поскольку у того не было потомства мужского пола. Вероятно Майнфрид был уже в зрелых годах к тому моменту, поскольку согласно хронике Бертольда из Рейхенау он успел оставить мирскую жизнь, но вернулся в мир, получив наследство.
Майнфрид поддерживал противников императора Генриха IV. Участвовал в Саксонской войне 1073—1075 годов и Саксонском восстании 1077 — 1088 годов. В 1073 году, согласно Carmen de bello saxonico, возглавлял делегацию, доставившую требования саксонских князей императору (что показывает, что среди саксонских князей Майнфрид был фигурой уважаемой). Погиб в битве при Флархгайме 27 января 1080 года в сражении между войсками Генриха IV и антикороля Рудольфа. Видимо, после его смерти бургграфство Магдебург было передано Герману фон Спанхейм, брату архиепископа Магдебурга Хартвига.
Существует предположение, что Майнфрид был крестным отцом гевельского князя Майнфрида. Возможно, что князь Майнфрид и его младший брат Прибыслав-Генрих воспитывались при магдебургском дворе.
Известно, что он совершил паломничество в Палестину.